# 趙国宝
趙 国宝（ちょう こくほう、生没年不詳）は、モンゴル帝国に仕えた武将で、チャガタイ家に仕えて陝西・四川方面の進出に大きな功績を残したアンチュルの息子の一人。モンゴル名はヒジルで、『元史』では黒梓（hēizǐ）・黒子（hēizǐ）と漢字表記される。

## 概要
趙国宝は幼いころより剣術や読書に励み、父が元帥に任じられると軍務を委ねられ、父の軍功に大きく貢献した。第4代皇帝モンケの治世には四川侵攻に従い、重慶攻めでは南宋の将軍を張実を投降させる功績を挙げた。
モンケの急死後、カーン位を巡って帝位継承戦争が勃発すると、 アンチュル・趙国宝父子はクビライ派に立ってアリク・ブケ派の巨魁アラムダールの軍勢と対時した。中統元年（1260年）、アンチュルとアラムダールとの戦いに従軍し、また中統3年（1262年）にはアラムダール配下の武将クドゥ（火都）が點西嶺で反乱を起こすと、趙国宝が反乱鎮圧のため派遣された。趙国宝軍はクドゥ軍を一度破った時、配下の武将たちはすぐに追撃するべきであると主張したが、 趙国宝は「この勝利によって敵軍を追い込んだが、追撃の手を緩めて計略で以て敵軍を破るべきである」と述べ、精鋭のみを率いて敵軍を追った。クドゥは西方に逃れようとしたが、趙国宝は要害に拠ってこれを防ぎ、挑発を受けても決してこちらから攻撃をしかけようとはしなかった。2月が経った所で趙国宝は近辺に潜伏させていた別動隊に敵軍を奇襲させ、ついに敵将を捕らえて殺した。
このように父の下で軍功を挙げてきた趙国宝であったが、父の地位を継承したのは兄で長男のチェリクであった。そこで趙国宝は諸弟を集めて「我等が父祖は兵を率いて西方を平定し、既に多くの功績を残している。今関隴地方は安寧であるとはいえ、西方には未だモンゴルに服属しない勢力がおり、これこそ我等が功績を挙げる絶好の機会である」と述べ、弟の趙国能を派遣して吐蕃酋長の勘陀孟迦を投降させた。また、趙国宝はクビライに「従って文州に城壁を築き、駐屯するのが良い」と上奏し、この進言をクビライは受け入れたため、趙国宝は文州方面の支配権とチベット諸族を配下に置くことを公式に認められた。
その後は文州を治めて善政であると讃えられたが、至元4年（1267年）に亡くなった。趙国宝の死後はその息子ノカイ（趙世栄）がまだ幼かったため、弟のテムル（趙国安）が後を継いだ。

## 子孫

### ノカイ（趙世栄）
趙国宝が亡くなった時、その地位を次ぐべき息子のノカイ（趙世栄）は未だ幼かったため、代わりに趙国宝の弟の趙国安が兄の地位を受け継いだ。 しかし、趙国安はノカイが成長するとすぐに地位を譲り、ノカイは父・叔父の懐遠大将軍・蒙古漢軍元帥という地位を受け継いだ。その後、ノカイは安遠大将軍・吐蕃宣慰使議事都元帥という地位も得ているが、これはサンガ執政の時代のことで、サンガが政治的に対立する安西王家とアンチュル家を切り離そうとしたためであると考えられている。
14世紀初頭にはノカイは陝西行省の平省政事を務めていたが、同時期に弟の趙世延も四川行省の平省政事を務めており、アンチュル家は陝西・四川一帯に強い影響力を有していたことが窺える。しかし、延祐7年（1320年）にノカイは陝西行省の平省政事から中書省の平省政事に昇格となったが、一方で時の権力者テムデルと対立していた趙世延は獄につながれた。これ以後のノカイの動向については記録がない。

### 趙世延
趙世延は歴代の一族が陝西・四川方面の軍務に携わってきたのに対し、主に枢密院や御史台といった中央官署の役職を歴任した。サンガ、テムデルといった時の権力者と対立して不遇を託つこともあったが、最終的にクビライからトゴン・テムルに至る9名のカーンに50年余りに渡って仕え、後世その業績を讃えられている。

## オングト部アンチュル家
- 征行大元帥アンチュル（Ančul ＞按竺邇,ànzhúĕr）
  - 征行元帥チェリク（Čelig ＞徹理,chèlǐ）
    - 征行元帥ボロト・カダ（Bolod qada ＞歩魯合荅,bùlŭhédá）
      - 管軍千戸マング・ブカ（Manγu buqa ＞忙古不花,mánggŭbùhuā）

  - 元帥兼文州吐蕃万戸達魯花赤ヒジル（趙国宝）（zhàoguóbǎo）
    - 吐蕃宣慰使議事都元帥ノカイ（趙世栄）（Noqai ＞那懐,nàhuái/zhàoshìróng）
    - 趙世延（zhàoshìyán）
      - 黄州路総管イェスデイ（Yesüdei ＞野峻台,yĕjùntái）
      - 江浙行省理問官オルク（Örüg ＞月魯,yuèlŭ）
      - 夔州路総管バイク（Baiqu ＞伯忽,bǎihū）

  - 昭毅大将軍・招討使テムル（趙国安）（Temür ＞帖木児,tièmùér/zhàoguóān）
  - 趙国能（zhàoguónéng）